# 新紀錄種陀螺
新紀錄種陀螺（学名：Seguenzia hosyu）为陀螺科錄種陀螺屬下的一个种。